# Église Notre-Dame de Torcé-en-Vallée
L'église Notre-Dame est une église catholique de style roman située à Torcé-en-Vallée, en France.

## Localisation
L'église est située dans le département français de la Sarthe, sur la commune de Torcé-en-Vallée. Elle constitue un lieu de dévotion à la Vierge Marie et est l'objet d'un pèlerinage depuis le Moyen Âge. Actuellement, le pèlerinage à Notre-Dame-de-Torcé a lieu lors de la fête de la Visitation, le 2 juillet.

## Historique

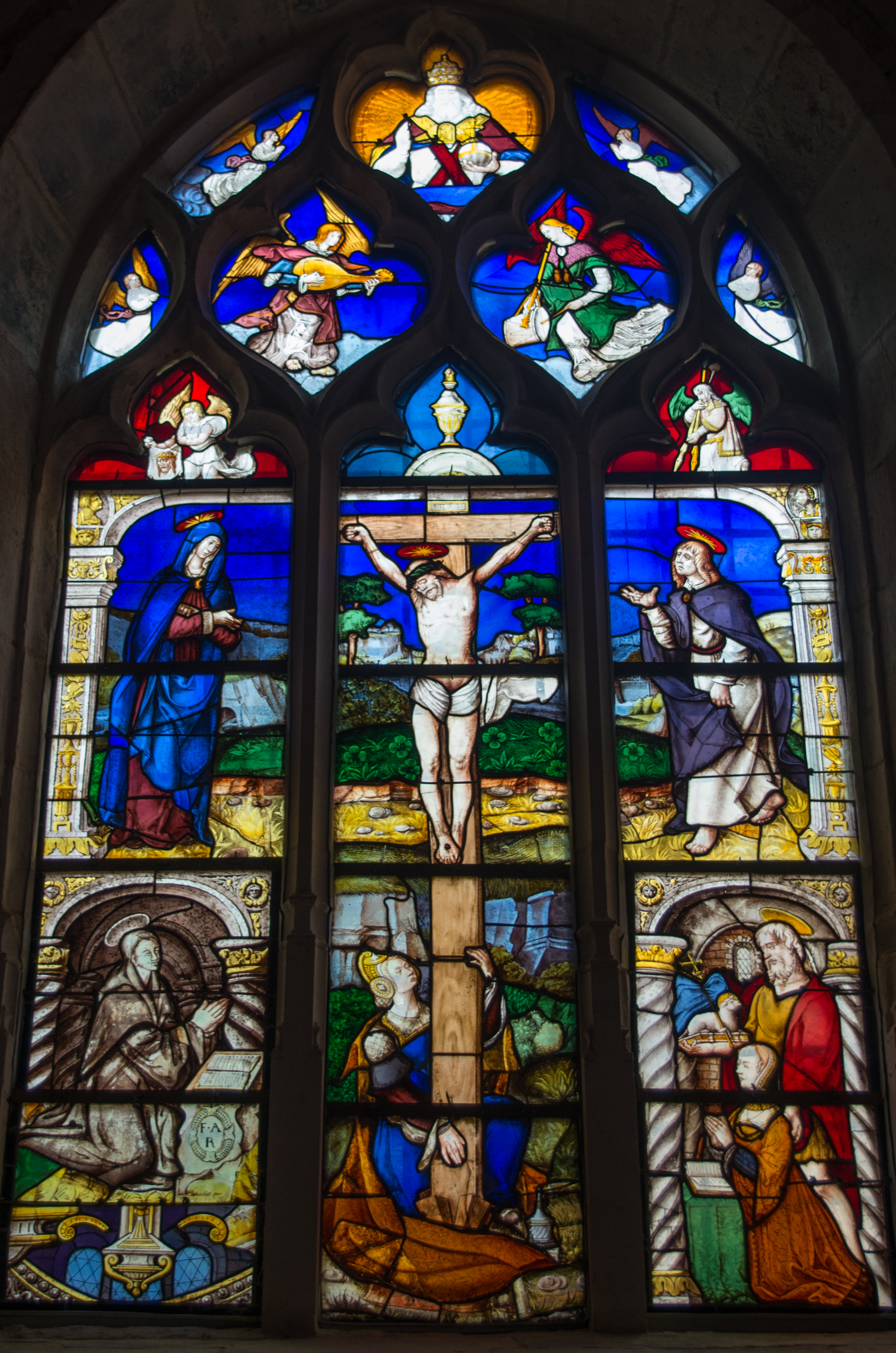
La verrière de la Crucifixion.

L'église est dédiée à la Nativité de la Vierge. Elle est juxtaposée, au nord, par un ancien prieuré qui dépendait de Marmoutiers et communiquait avec celle-ci par une ouverture située dans la chapelle, côté évangile. 
De la première église romane, qui était celle du prieuré, il ne subsiste que la grande porte de la façade et des traces dans la charpente. Vers 1350, la tour est édifiée. Ancienne église priorale, l'église est presque entièrement reconstruite à la fin du XVe siècle et au début du XVIe. Une abside à cinq pans précédée de deux travées et de deux chapelles formant transept sont construites. Le chœur est terminé en 1530, lorsqu'on y place un retable de pierre, dont on a conservé le haut-relief de la Dormition de la Vierge datée de 1531. Par ailleurs, la nef latérale nord semble avoir été élevée après 1514.
Au XVIIe siècle, une chapelle est accolée au chœur, au sud de la seconde travée. En 1638, les retables latéraux sont édifiés. 
L'édifice a été inscrit monument historique par arrêté du 20 janvier 1926 ; il a été classé en totalité par arrêté du 7 janvier 2003.

## Vitraux
L'église abrite la verrière de la crucifixion, plus ancien vitrail en Sarthe dont on retrouve encore trace du marché passé en 1520 entre Jean Mauclerc, vitrier au Mans, et le commanditaire, Charles de Coesmes, seigneur de Lucé et de Bonnétable.
La verrière représente saint Jean et Marie de part et d'autre du Christ en croix, avec deux donateurs, le père André Rapicault et la donatrice Jeanne d'Harcourt.